# 키친 파동
키친 파동(Kitchin cycle) 또는 소순환(小循環)은 키친에 의하여 해명된 약 40개월의 주기를 가진 경기순환을 말한다. 단기 파동이라고도 불린다. 키친은 1890년부터 1922년에 이르는 기간 동안 영국과 미국에 있어서의 어음 교환고, 물가, 이자율 등의 자료에서 소순환의 파장이 평균하여 약 40개월임을 도출해 냈다. 크램도 뉴욕의 1866년부터 1922년에 걸친 이자율의 자료를 기초로 약 40개월의 소순환이 존재하는 것을 논증했다. 소순환은 재고투자의 변동에 기인한다고 생각되고 있다.

## 개요
키친(Joseph Kitchin)은 1923년의 논문에서 1890년에서 1922년에 걸친 미·영의 어음교환고, 도매물가 및 이자율의 변동을 통하여 주글라 파동과 콘드라티예프 파동 이외의 40개월을 주기로 하는 단기파동이 있다는 것을 증명하였다. 같은 해 크럼(W.L. Crum)도 40개월의 단기파동을 발견하였으나 키친의 것이 뛰어나서 이 40개월의 단기파동을 키친 파동이라 칭하게 되었다. 이는 10년을 주기로 잡은 쥬글라 파동의 약 3분의 1에 해당한다. 이것을 설명하는 원리로서 먼저 호트리(R.G. Hawtrey 1879∼1975)의 화폐적 경기순환론을 들 수 있다. 초기의 교란조건으로서 화폐량의 증대가 있는데 이것은 이자율을 내리는 방향으로 작용한다. 이 사실은 중개상인의 이윤 마진을 증대시키는 것이 되어 중개상인은 재고량을 늘리려고 생산자에게 발주(發注)하게 되며 생산자는 생산의 증대를 단행한다. 이와 같은 과정에서는 자금의 수요가 증대한다. 화폐의 증대가 1회만으로 한정된다면 이자율은 이윽고 또다시 상승하여 간다. 그리하여 이윤 마진은 적어지고 중개상인은 재고품의 구입을 꺼리거나 감소하게 된다는 것이다. 이와 같이 이자율의 변동을 중심으로 중개상인의 재고품의 변동이라는 형태로 설명한 것이 호트리의 이론이다. 이 호트리의 소박한 이론을 재고품의 변동이라는 것에 관하여 더욱 정밀화되어 메츨러(L. Metzler 1913~1980)와 아브라모비츠(Moss Abramovitz)에 의하여 재고투자(在庫投資)의 순환이란 형태로 정식화(定式化)하기에 이르렀다. 쥬글라 파동이 설비투자를 중심으로 설명된 데에 대해서, 키친 파동은 재고투자의 변동을 중심으로 하여 설명하는 것이 통설이다.

## 참고 자료
- 이 문서에는 다음커뮤니케이션(현 카카오)에서 GFDL 또는 CC-SA 라이선스로 배포한 글로벌 세계대백과사전의 내용을 기초로 작성된 글이 포함되어 있습니다.